# غسان توینی
غسان توینی (به عربی: غسان تويني) (زادهٔ ۵ ژانویه ۱۹۲۶ در بیروت – درگذشتهٔ ۸ ژوئن ۲۰۱۲ در بیروت) نویسنده، روزنامه‌نگار و فعال سیاسی و رسانه‌ای لبنانی است.

## زندگی
غسان توینی که مدیر مسؤول روزنامهٔ لبنانی «النهار» بود بعد از درگذشت پدرش، یکی از ارکان روزنامه‌نگاری در لبنان و جهان عرب محسوب می‌شد. او بین سال‌های ۱۹۴۸ تا ۱۹۹۹ سردبیری روزنامهٔ پرتیراژ «النهار» لبنان را بر عهده داشت. به توینی لقب «ابرمرد روزنامه‌نگاری عربی» و «بزرگ روزنامه‌نگاری در لبنان» را داده‌اند.
او فعالیت مطبوعاتی خود را از ابتدای دههٔ بیست زندگی‌اش در روزنامهٔ النهار آغاز کرد. این روزنامه را پدرش سال ۱۹۳۳ تأسیس کرده بود. غسان توینی بلافاصله وارد فضای سیاسی شد و در بیست و پنج سالگی به عنوان نمایندهٔ مردم به مجلس لبنان راه پیدا کرد.
توینی علاوه‌بر روزنامه‌نگاری و نویسندگی، فعالیت‌های سیاسی را هم تجربه کرد و چند بار به عنوان نمایندهٔ مردم به پارلمان لبنان راه یافت. در چند کابینه هم به عنوان وزیر مشغول بود و چندی هم به عنوان سفیر لبنان در ایالات متحده و نماینده لبنان در سازمان ملل مشغول خدمت بود.
توینی مدرک لیسانس خود را در سال ۱۹۴۵ در رشتهٔ فلسفه از دانشگاه آمریکایی بیروت گرفت و سال ۱۹۴۷ از دانشگاه هاروارد با مدرک فوق‌لیسانس علوم سیاسی فارغ‌التحصیل شد. وی سال‌های ۱۹۴۷ و ۱۹۴۸ به عنوان استاد مدعو در دانشگاه آمریکایی بیروت به تدریس علوم سیاسی پرداخت.
او روز جمعه هشتم ژوئن ۲۰۱۲ در سن ۸۶ سالگی درگذشت.

## آثار
غسان توینی در طول زندگی سیاسی و مطبوعاتی‌اش، چند کتاب را هم در همین زمینه به رشتهٔ تحریر درآورد که از آن‌ها می‌توان به «بگذارید ملتم زندگی کند»، «راز حرفهٔ روزنامه‌نگاری و اصول آن»، «فرهنگ عربی و تصمیم سیاسی»، «بازخوانی قومیت عربی»، «تروریسم و عراق؛ قبل از جنگ و بعد از آن» و «جنگ به خاطر دیگران» اشاره کرد.

## پی‌نوشت
1. 1 2 3 4 5 6 7  «نویسنده و روزنامه‌نگار کهنه‌کار...»،  ایبنا.